# Sonate a Violino e Violine o Cimbalo Op.5 N.12

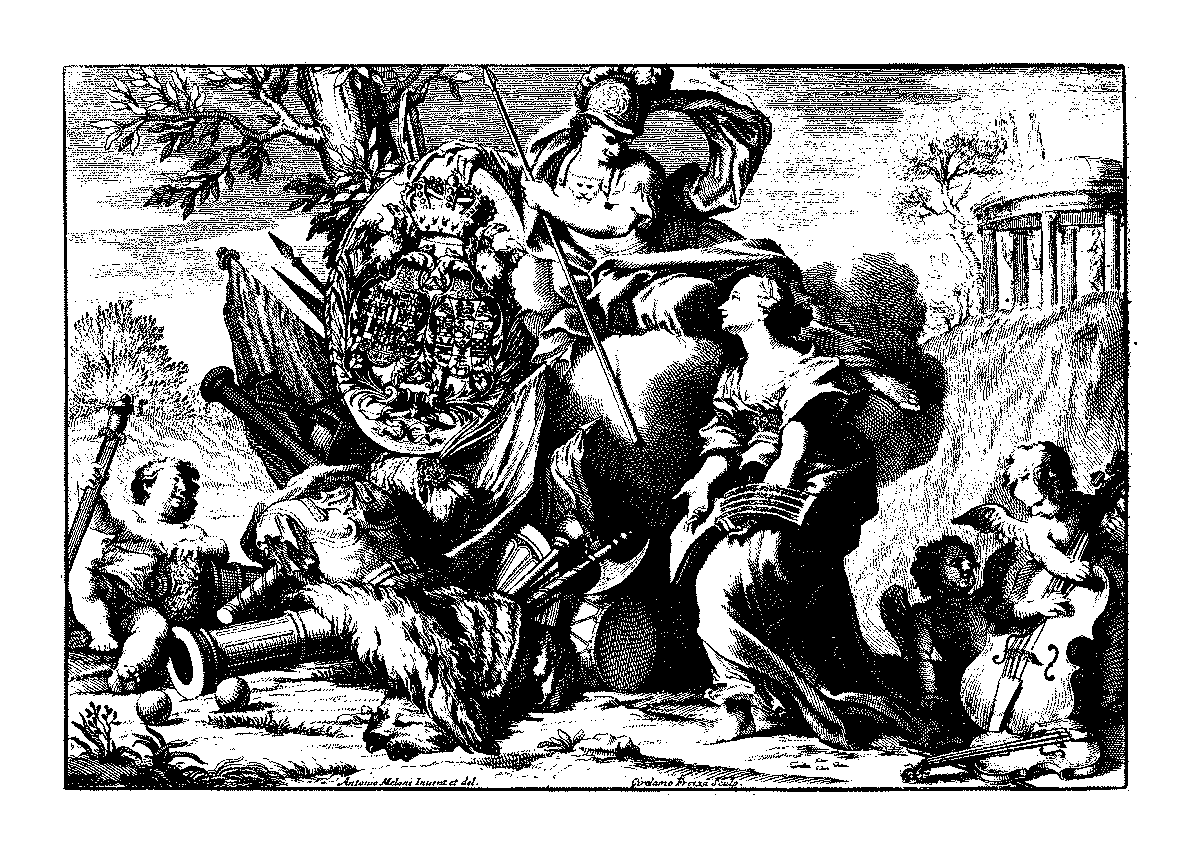
Capa da primeira edição de Sonate a Violino e Violine o Cimbalo Op.5

Sonate a Violino E Violone o Cimbalo Op.5 N.12 é uma obra de câmara do compositor italiano Arcangelo Corelli. A coleção op.5 de Corelli conclui com um movimento de vinte e quatro variações sobre uma melodia possivelmente criada na Espanha no final do século XV ou início do XVI. Contudo, a peça só foi publicada em 1672, numa versão de Jean-Baptiste Lully (Air des Hautbois Les Folis e'Espagne). Seja pela popularização de Lully, seja simplesmente por ser melodia bem conhecida, La Follia comprovou-se popular: entre 1672 e a sonata de Corelli de 1700, pelo menos vinte e oito outras obras usaram uma versão da sequência.
A melodia e harmonia básicas são elementares, incluindo duas frases curtas virtualmente idênticas. Essa simplicidade, ao lado da sedutora sequência harmônica, é a provável fonte de sua popularidade, prestando-se tanto à variação quanto à improvisação. As próprias variações estendem-se, em seu andamento, do adagio ao vivace, crescendo em velocidade e intensidade ao longo das variações subsequêntes e morrendo novamente. O acompanhamento é tão importante quanto a melodia, e, de fato, às vezes a melodia principal aparece na linha de baixo enquanto o violino toca acordes arpejados como acompanhamento. Ocasinalmente a estrutura harmônica também muda.
Corelli, violinista virtuose, incorpora várias técnicas colatura de violino nessa peça, que vão desde passagens floreadas e arpejos até a messa di voce, nota sustentada que vai do suave ao intenso, voltando a arrefecer lentamente. Além das indicações de ornamento, o compositor deixa amplo espaço para improvisação na parte de interpretação individual; de fato, várias edições da obra, publicadas depois da edição de 1700, dizem acrescentar ornamentos executados pelo próprio Corelli. Contudo, é possível que Corelli preferisse que cada solista se mostrasse em sua performance, em vez de meramente imitar a do compositor original. Diversas edições dessa sonata de Corelli foram publicadas naépoca, incluindo um arranjo para flauta doce e baixo.